# Universal Studios Hollywood
Universal Studios Hollywood är en temapark i Universal City, belägen i den södra delen av Universal Studios anläggning i Los Angeles, Kalifornien, USA, och är den ursprungliga Universal-parken. 
Parken har successivt utvecklats till en fullfjädrad temapark från att ursprungligen enbart vara en publik rundtur (engelska: Studio Tram Tour) i och kring Universal Studios studioanläggning och permanenta utomhusmiljöer. Dess officiella marknadsföringsrubrik är "The Entertainment Capital of LA", men under sommaren marknadsförs den ofta som "The Coolest Place in LA.
Universal Studios Hollywood är den första av många Universal-temaparker som byggts upp runt om i världen: Universal Studios Florida, Universal Studios Japan, Universal Studios Singapore och den kommande Universal Studios Beijing.

## Attraktioner
- Wizardly World of Harry Potter
- Shrek 4-D
- Waterworld Stunt Show
- Revenge of the Mummy
- Jurassic Park River Adventure
- Earthquake
- Animal Planet Live!
- Blues Brothers

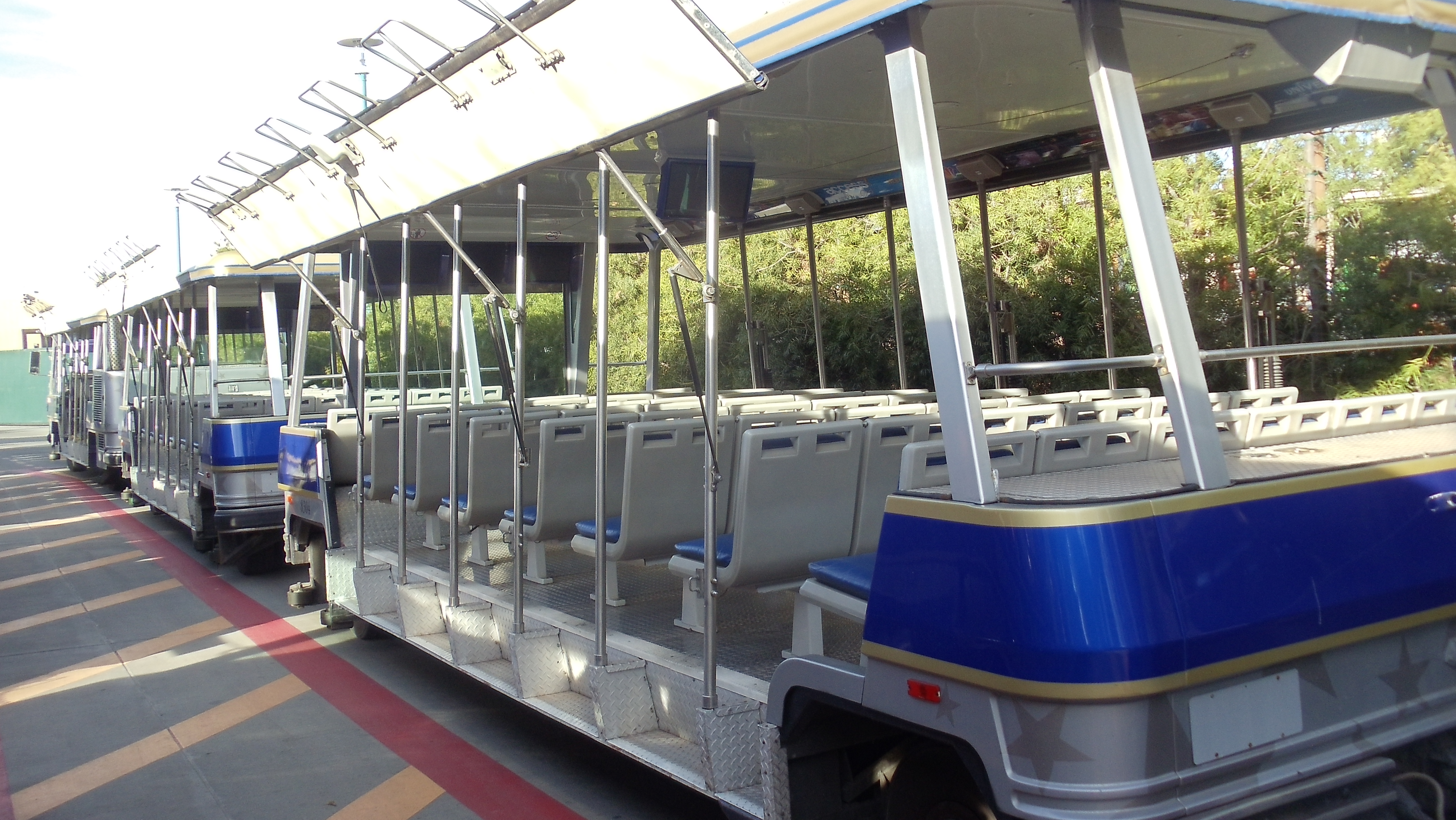
Ett av fordonen i Backlot Tour.

- Backlot Tour: Scener från Psycho och Världarnas krig
- The Simpsons Ride

## Attraktioner ej längre i drift
- Miami Vice Stunt Show
- A Team Stunt Show
- Wild Wild West Stunt Show
- Star Trek Experience
- Flintstones Show
- Nickelodeon
- E.T. the Ride
- Conan Show
- Spiderman Rocks!
- Animal Actors
- Beetlejuice Rock and Roll Revue

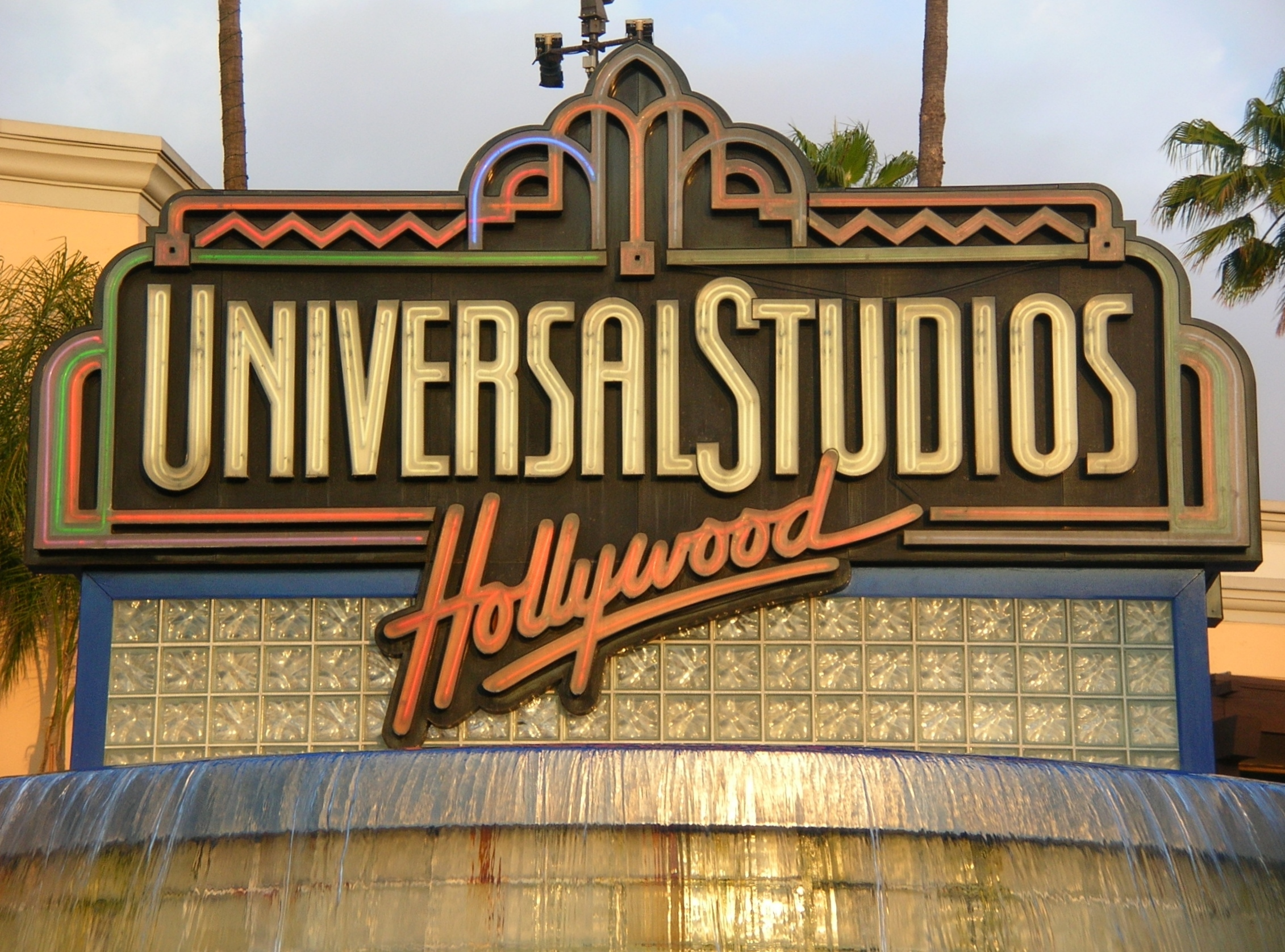
Äldre skylt.

- Fievel Goes West Playarea and Show (Now T2 3D)
- Ghostbusters Spooktacular
- Terminator 2: 3-D Battle Across Time

### Fotnoter
1. ↑  The Studio Tour. ”Chronology & History of Universal Studios Hollywood”. The Studio Tour. http://www.thestudiotour.com/ush/chronology.shtml. Läst 9 juli 2010.
2. ↑  ”TEA/AECOM 2018 Global Attractions Attendance Report Report”. Themed Entertainment Association. 2018. Arkiverad från originalet den maj 23, 2019. https://web.archive.org/web/20190523131129/http://www.teaconnect.org/images/files/328_572762_190522.pdf. Läst 24 maj 2019.